# Ċ
Ċ, ċ (C с точкой сверху) — буква расширенной латиницы. Используется в мальтийском языке для обозначения глухой постальвеолярной аффрикаты [t͡ʃ], аналогичной русской ч. В современных публикациях на древнеанглийском языке используется для обозначения того же звука, чтобы отличать её от C, произносимой как [k].
Прежде буква использовалась в ирландском для изображения лениции C. В настоящее время для этой цели используется диграф ch, который в этой функции старше[насколько?] чем Ċ.
Также использовалась в латинской версии чеченского алфавита 1990-х годов. Эквивалент в кириллице — ЦӀ, обозначающий звук [t͡sʼ].